# Варшавски устанак
Варшавски устанак (пољ. powstanie warszawskie) је био устанак Пољске домовинске армије (пољ. Armia Krajowa) током Другог светског рата са циљем да се Варшава ослободи од немачке окупације. Борбе у Варшави почеле су 1. августа 1944. године у склопу општенародног устанка у Пољској. Пољске трупе пружале су отпор Немцима све до 2. октобра 1944. године. Пољски губици износили су 18.000 погинулих и 25.000 рањених војника као и преко 250.000 цивила који су убијени у масовним егзекуцијама које су спровеле немачке снаге током свог напредовања. Немачки губици износили су 17.000 погинулих и 9.000 рањених војника. По окончању устанка Хитлер је издао наређење да се Варшава сравни са земљом. Немачке снаге су бацачима пламена и артиљеријом систематски уништиле преко 85% града.
Устанак је избио у тренутку када су се совјетске снаге приближавале Варшави. Иако су совјетске снаге 16. септембра стигле на свега неколико стотина метара од источне обале реке Висле, напредовање је обустављено, што је омогућило немачкој војсци да се обрачуна са устаницима.

## Прилике пред битку
Првобитни план Домовинске армије био је да се подигне народни устанак (операција Темпест) и да се споје са британским снагама, али план је измењен 1943. године када је постало јасно да ће Црвена армија истерати немачке снаге из Пољске. После открића Катинског масакра пољско-совјетски односи су заоштрени и никада се нису у потпуности опоравили. Иако су постојале сумње у војну исправност плана за општи устанак, припреме за његову реализацију су настављене.
Повољан тренутак за акцију наступио је када су совјетске снаге у склопу операције Багратион, 13. јула 1944. године избиле на стару пољску границу. У оваквој ситуацији пољско руководство је морало да донесе одлуку: или подићи устанак упркос тренутној политичкој ситуацији и ризиковати могућност изостанка совјетске подршке, или уопште не деловати чиме би биле оснажене тврдње совјетске пропаганде да је Армија Крајове састављена од колаборациониста и неспособних кукавица. Хитност доношења овакве одлуке додатно је добила на значају после неколико успешних заједничких ослободилачких акција између Совјета и Пољака, када је НКВД по окончању операција стрељао или послао у гулаге пољске војнике и официре који су одбили да се прикључе Црвеној армији.
Почетком лета 1944. године немачки планови предвиђали су претварање Варшаве у утврђени град који треба држати по сваку цену. У складу са тим изграђени су утврђени положаји у и око града и појачане су снаге у региону. Овај процес је делимично успорен након неуспелог атентата на Хитлера 20. јула, али су немачке снаге у околини Варшаве до краја јула поново достигле своју пуну снагу. Немачки гувернер Пољске, Ханс Франк, је 27. јула позвао на окупљање преко 100.000 пољских мушкараца узраста од 17 до 65 година. Његова намера је била да их ангажује на изградњи утврђених положаја. Домовинска армија, која је овај потез видела као покушај да се уништи покрет отпора, позвала је становнике Варшаве да се не одазову позиву.
Званична совјетска пропаганда представљала је пољски покрет отпора као организацију која је неспремна да се бори. Како су се совјетске снаге приближавале Варшави, у јуну и јулу 1944. године, совјетске радио-станице су позивале на општи народни устанак у Пољској како би се прекинуле линије за снабдевање немачких снага које су формирале фронт на десној обали Висле. 29. јула претходнице совјетских оклопних јединица досегле су предграђа Варшаве.
Дана 25. јула пољски кабинет у Лондону одобрио је почетак устанка у Варшави. У страху од могуће немачке одмазде због неодазивања позиву гувернера Пољске и верујући да је време од кључног значаја, генерал Тадеуш Бор-Коморовски наредио је 1. августа 1944. године пуну мобилизацију снага Домовинске армије у Варшави.

## Супротстављене стране
Снаге Домовинске армије у Варшавском дистрикту бројале су око 50.000 војника од који је 23.000 било наоружано и спремно за борбу. Већина њих је имала иза себе вишегодишњу обуку у герилском ратовању у урбаној средини али им је недостајало искуство у вишедневним борбама. Недостатак опреме је био изузетно изражен с обзиром на то да је Домовинска армија, пре доношења одлуке да се Варшава укључи у операцију Темпест, пребацивала људе и оружје на исток. Снагама Домовинске армије придружио се и читав низ мањих партизанских јединица. Устаницима се придружио и велики број добровољаца укључујући и неке Јевреје ослобођене из рушевина концентрационог логора у Варшавског гету.
Генерал Антони Хрушћел (Antoni Chruściel), познат под тајним надимком „Монтер“, командовао је пољским снагама у Варшави. Рејон дејства својих снага поделио је на осам оперативних зона:
- I зона
- II зона
- III зона
- IV зона
- V зона
- VI зона
- VII зона

Дана 20. септембра извршена је реорганизација структуре пољских јединица у Варшави како би се усладила са организацијом пољских јединица у саставу армија западних савезника. Целокупне снаге добиле су назив Варшавски корпус Домовинске армије (Warszawski Korpus Armii Krajowej) којим је командовао генерал Антони Хрушћел и који се састојао од три пешадијске дивизије.
На дан 1. августа 1944. године пољске снаге у Варшави, располагале су са следећим наоружањем:
- 1000 пушака
- 1.700 пиштоља
- 300 аутомата
- 60 пушкомитраљеза
- 7 митраљеза
- 35 против-тенковских топова и пушака (укључујући и неколико ПИАТ бацача)
- 25.000 ручних граната

У току сукоба пољске снаге су заробиле значајне количине наоружања од Немаца (укључујући и неколико оклопних возила). Западни савезници су такође снабдевали наоружање и муницијом устанике из ваздуха. Међутим, количина овако испорученог наоружања је била изузетно мала због тога што Стаљин није дозволио савезничким авионима да, након избацивања залиха над Варшавом, слећу на територију под руском контролом, како би се снабдели горивом за повратак. Устаници су и сами производили наоружање. Занатске радионице у Варшави су успеле да произведу 300 аутоматских пиштоља, 150 бацача пламена, 40.000 ручних граната, неколико минобацача, па чак и једна оклопна кола.
1. августа 1944. године немачки гарнизон у Варшави бројао је 10.000 војника под командом генерала Рајнера Штахела. Заједно са јединицама Вермахта, СС-а и полиције, укупан број немачких снага на левој обали Висле износио је око 15-16.000 војника. Најбоље опремљене и обучене немачке јединице биле су већ неколико месеци распоређене на одбрамбеним положајима око кључних тачака у граду. Немачки положаји у граду били су добро заштићени низом бетонских бункера и бодљикаве жице. Поред јединица у и око Варшаве, укупне немачке снаге у области бројале су 90.000 људи. 23. августа 1944. године немачке снаге које су учествовале у борби за Варшаву обухватале су следеће јединице:
- Борбена група Рор (под командом генерал-мајора Рора)
- Борбена група Рајнефарт (под командом СС-групенфирера Рајнефарта)
- Јуришна група Dirlewanger
- Јуришна група Рек (под командом мајора Река)
- Јуришна група Шмит (под командом пуковника Шмита)
- разне друге помоћне и позадинске јединице
- Варшавски гарнизон под командом генерала Штахела

Према неким изворима велики део немачких снага био је сачињен од колаборационистичких снага састављених од дезертера из Црвене армије и Azeris. Све ове јединице биле су потчињене немачкој команди.

## Битка
Устанак је почео 1. августа 1944. године у 17.00 часова. Данас се сматра да је та одлука проузроковала велике губитке међу устаницима. Немци нису запазили повећану активност покрета отпора нити су увидели везу између појединачних окршаја, а нису били ни припремљени за реаговање у случају устанка. Ипак сат времена пре почетка устанка једна Пољакиња их је упозорила да се нешто спрема. Изостанак изненађења, честе промене планова, неискуство за дневне сукобе и непотпуна мобилизација имали су за последицу немогућност остварења многих од првобитно постављених циљева. Прва два дана била су критична за успостављање територије под контролом устаника као и за сам даљи ток устанка. Највећи успеси постигнути су у центру града - Срудмјешћу (Środmieście) и у старом градском језгру - Старе Мијасто (Stare Miasto) као и у деловима близу Воле где су углавном остварени сви предвиђени циљеви иако су главна немачка упоришта и даље била активна. У уличним борбама које су уследиле Пољаци су остварили значајне успехе: освојили су главну пошту, фабрику гаса, електричну централу и инсталације за пречишћавање воде у водоводу. Генерал Штахел, који је седам дана раније постављен за команданта немачког гарнизона у Варшави, био је опкољен у палати Брил. У другим деловима града, као нпр. Мокотов (Mokotow) нападачи нису успели да остваре ни један од предвиђених циљева, док су у деловима Воле (Wola) заузели већину предвиђених објеката, али су због великих губитака морали да се повуку. У Праги, на источној обали реке, немачке трупе су биле изузетно бројне због чега су устаници од самог почетка борби били принуђени да делују у илегали. Међутим, и поред локалних успеха један од циљева од кључног значаја за успех устанка није остварен. Устаници нису успели да међусобно повежу ослобођене делове града као ни да се повежу са територијом изван Варшаве због чега су њихов борбени напори били изоловани и некоординисани.
После првих неколико сати борбе већи део јединица Пољске домовинске армије прешао је у одбрану заузетих позиција. Њихови напори били су подржани од стране цивилног становништва које је у великом броју учествовало у изградњи барикада широм Варшаве. 4. август 1944. године био је дан када су устаници остварили свој највећи успех. Међутим, истог дана немачке јединице почеле су да добијају појачања. СС генерал Ерих фон дем Бах именован је за команданта немачких снага у и око Варшаве. Одмах је почео са серијом контранапада чији циљ је био повезивање са немачким џеповима отпора у граду, а затим и одбацивање пољских снага са обале Висле. 5. августа устаници су ослободили Варшавски гето. Истог дана немачке снаге започеле су масакр у Воли у којем ће бити погубљено око 40.000 цивила. Овакви сурови поступци немачке војске према цивилном становништву имали су за циљ сламање морала устаника и уништавање њихове воље за борбом како би се избегло ангажовање немачких јединица у уличним борбама; из истог разлога Немци су све до краја септембра стрељали све заробљене припаднике Пољске домовинске армије. Чини се да је у појединим деловима града једини циљ немачких јединица био да силује и пљачка што је омогућило браницима да пружају отпор дуже него што би то иначе било могуће с обзиром на однос снага. Поједине СС јединице, скупљене с коца и конопца од тренутно расположивих трупа (углавном дезертера, криминалаца, симуланата и руских добровољаца) нису биле спремне за борбу већ су свој бес испољавале на цивилном становништву. Са оваквим јединицама немачки команданти нису могли да учине пуно против одлично мотивисаних Пољака. У немачким ратним извештајима, током борби у Варшави, често се понављала реченица као што је ова: „Први пук Камински се напио на путу ка фабрици Махорка." Немачка политика одмазде је промењена током борби зато што је установљено да изазива супротан ефекат од жељеног тј. повећава спремност за борбу код пољских војника и цивила. Због тога су крајем септембра немачке снаге почеле да третирају заробљене војнике Пољске домовинске армије као војнике регуларне армије што им је гарантовало статус ратног заробљеника према тада важећим међународним конвенцијама. 7. августа наступање немачких јединица било је подржано од стране тенкова који су се користили људским штитом сачињеним од пољских цивила. После два дана жестоких борби Немцима је успело да пресеку Волу на два дела и да избију на Банкови трг.
Намера немачких команданата је била да једном значајном победом покажу пољским борцима да је даљи отпор узалудан и да их наведу на предају. Међутим, њихов план није успео. Између 9. и 18. августа беснели су окршају широм старог градског језгра и у близини Банковог трга. Успешни немачки напади смењивали су се са пољским контранападима. У овим борбама Немци су поново демонстрирали уобичајену тактику коју су примењивали од почетка битке. Јасно обележене болнице на пољској страни биле су константно под ватром немачке артиљерије и авијације. Стари град је био у пољским рукама до пред крај августа када је недостатак муниције и залиха учинио даљи отпор немогућим. 2. септембра браниоци старог града повукли су се кроз канализацију која је у међувремену постала главни начин за кретање јединица Пољске домовинске армије. На овај начин евакуисано је преко 5.300 мушкараца и жена.
Дана 14. септембра јединице Црвене армије ушле су у источну Варшаву, заузеле Прагу и избиле на источну обалу Висле. Како би успориле совјетско напредовање, немачке снаге су порушиле све мостове преко Висле, на овом делу фронта. Официри Домовинске армије, који су се налазили у овом делу града предложили су формирање предратне „Академске легије“ тј. 36. пешадијског пука, али их је НКВД све ухапсио и интернирао у Совјетски Савез.
Већи део совјетских снага које су ушле у Пољску чинила је 1. Пољска армија (1 Armia Wojska Polskiego). Делови ових снага, који су ушли у Черњаков (Czerniakow) и Повисле (Powiśle), успоставили су контакт са Домовинском армијом. Ове јединице су покушале да помогну устаницима, али су због изостанка било какве подршке од стране совјетске артиљерије и авијације, претрпеле велике губитке и биле принуђене да се повуку. После неуспеха ових покушаја совјетске снаге на другој обали Висле ограничиле су своја дејства на спорадичну артиљеријску и ваздушну подршку. Планови за форсирање Висле одложени су за следећа четири месеца, а совјетски генерал и командант 1. Пољске армије Зигмунт Берлинг (Zygmunt Berling), који је наредио својим јединицама да пређу реку је разрешен дужности. Од тог тренутка, па на даље, устаници су били препуштени сами себи и принуђени да се боре за голи опстанак.

### Живот иза линија фронта
Током првих недеља Варшавског устанка, грађани који су се нашли на ослобођеној територији покушали су да створе релативно нормалне животне услове. Културни живот на слободној територији је био изузетно богат и манифестовао се кроз оснивање бројних позоришта, покретање поштанског саобраћаја, издавање новина и друге активности. Пољски млади извиђачи обављали су курирску службу свакодневно ризикујући свој живот како би информације од виталног значаја стигле на право место. Пред крај устанка, недостатак медицинског материјала, хране и воде као и константни немачки напади са земље и из ваздуха, учинили су живот цивила у Варшави неподношљивим.

### Недостатак спољне подршке
Ограничена искрцавања јединица 1. Пољске армије представљала су једину конкретну војну помоћ коју су устаници добили изван обруча. Ограничене ваздушне испоруке наоружања, муниције, хране и лекова, које су вршили авиони западних савезника (РАФ и Пољско ратно ваздухопловство обавили су 223 лета и притом изгубили 34 авиона) имале су већи психолошки него стварни значај. Сви летови, осим једног који је обавило Ратно ваздухопловство Америчке армије, полазили су из база у Италији. Иако су совјети у периоду од 13 до 28. септембра обавили неколико летова изнад Варшаве, у циљу снабдевања устаника, њихова неспремност да заиста помогну борцима Пољске домовинске армије постала је очигледна када је савезничким авионима, који су снабдевали Варшаву забрањено да користе писте на територији под контролом Црвене армије. Због тога су количине испоручених залиха биле далеко мање јер су авиони, који су полетали из Италије, морали да носе и гориво за повратак у базу. Чак су забележени и случајеви у којима је руска против-ваздушна одбрана оборила неколико савезничких авиона који су превозили помоћ устаницима.
Америчка подршка је такође била ограничена. Винстон Черчил је 25. августа послао телеграм Рузвелту у коме предлаже да се авиони са залихама за устанике у Варшави пошаљу упркос Стаљиновом противљењу. Невољан да улази у сукоб са Стаљином пре конференције у Јалти, Рузвелт је 26. августа одговорио следеће: Не сматрам да је корисно за даљи ток рата да Вам се придружим у слању предложене поруке Ујка Џоу.
Битно је споменути да је у Полтави, на територији Украјине, постојала америчка ваздухопловна база из које је средином септембра извршено снабдевање устаника. Овакав поступак разбеснео је Стаљина који је забранио било какво савезничко присуство у совјетском ваздушном простору.

### Капитулација
2. октобра 1944. године генерал Тадеуш Бор-Коморовски је у присуству немачког генерала Фон ден Баха, у немачком штабу потписао капитулацију преосталих снага Пољске домовинске армије у Варшави (Варшавски корпус Пољске домовинске армије). У складу са постигнутим споразумом Вермахт је био обавезан да војнике Домовинске армије третира у складу са Женевском конвенцијом као и да се према цивилном становништву понаша хумано. Борбе у Варшави су биле толико жестоке да је чак и сам СС фирер Хајнрих Химлер касније у разговору са немачким генералима изјавио: Биле су то једне од најжешћих борби од почетка рата, тешке скоро као борбе у Стаљинграду.
Следећег дана Немци су почели са разоружавањем припадника Домовинске армије. 15.000 њених припадника послато је у заробљеничке логоре у различитим деловима Немачке. Око 5-6.000 устаника одлучило је да се утопи у цивилно становништво и да касније настави са борбом. Сви становници Варшаве протерани су из града и послати у транзитни логор Durchgangslager 121 у Pruszków. Од 350.000 до 550.000 цивила који су прошли кроз овај логор, 90.000 је послато у радне логоре у Немачкој, 60.000 је убијено у концентрационим логорима (Равензбрик, Аушвиц, Маутхаузен и др.), док су остали транспортовани на различите локације на којима су ослобођени.
Један од основних разлога за пропаст Варшавског устанка је изостанак помоћи од стране Црвене армије. Иако је ратна логика налагала пружање подршке устаницима, политички интереси су превагнули због чега је Црвеној армији наређено да се заустави на десној обали Висле и уздржи се од било каквог учешћа у борбама у Варшави.
Претпоставља се да је Стаљин наредио својим јединицама да се зауставе на улазу у град како би Домовинска армија била поражена, јер би у случају њене победе пољски народ имао легитимитет да захтева успостављање пољске владе која не би била комунистичка. Заустављајући даље напредовање Црвене армије Стаљин је осигурао совјетски утицај над Пољском.
Са друге стране, неки историчари тврде да слом Варшавског устанка не лежи у претпоставци да је Стаљин наредио прекид офанзивних дејстава Црвене армије већ у чињеници да је устанак почео раније и без договора са Армијом Крајовом, да о устанку није обавештена совјетска страна до почетка истог, да су совјетске трупе биле исцрпљене после жестоких борби и да је сама Операција Багратион која је претходила устанку зауставила совјетске трупе ради попуне и одмора. Чињеница је и да су совјетске трупе покушале да у ходу заузму Варшаву али нису имале снаге за то. Код Радзмина немачки 39. тенковски корпус је потпуно разбио 2. тенковску армију 1. Белоруског фронта. Немачке снаге су биле исувише добро утврђене да би се разбиле у ходу тако да су даље операције совјетске војске одложене док се није припремио план операције ослобађања Варшаве.

## Уништење града
Након што је целокупно становништво исељено из Варшаве, немачке снаге су започеле са систематским уништавањем града. Посебне групе инжењераца опремљених бацачима пламена и експлозивом разаслате су широм града како би уништиле или спалиле преостале зграде које нису срушене током борби. Током рушилачких активности посебна пажња посвећења је културним и историјским споменицима. Према немачким плановима Варшава је после рата требало да буде претворена у језеро. До јануара 1945. год. 85% зграда је било уништено; 25% је било уништено током устанка; 35% је уништено организованом акцијом Немаца након устанка; 15% је уништено током устанка у Варшавском гетоу, док је преосталих 10% зграда уништено током борби у септембру 1939. године. Материјална штета износила је 10.455 зграда, 923 зграда историјских споменика (што је чинило 94% од свих зграда у Варшави које су биле заштићене као историјски споменици), 25 цркава, 14 библиотека укључујући и Народну библиотеку, 81 основна и 64 средње школе, Варшавски универзитет и Варшавски технолошки универзитет као и већину преосталих историјских споменика. Скоро милион становника Варшаве изгубило је своју целокупну имовину. Укупна штета учињена на приватној и јавној имовини, као и на културним и историјским споменицима није позната. Међутим, према различитим проценама укупна штета износила је око 40.000.000.000 долара по курсу из 1939. год. Скупштина Варшаве изнела је 2004. године процену по којој штета коју је град претрпео за време Другог светског рата износи око 45.000.000.000 долара по курсу из 2004. год. (што обухвата имовину коју је град поседовао на дан 31. августа 1939. год.).

## „Ослобођење” рушевина
Црвена армија је коначно форсирала реку 17. јануара 1945. године. Заузели су рушевине тврђаве Варшава (Festung Warschau) за само неколико сати не наишавши скоро ни на какав отпор од стране Немаца. Немачке снаге су једини отпор вредан помена пружиле код зграде Варшавског универзитета, али је совјетским снагама требало мање од једног сата да их савладају.